# Sabrina Sena
Sabrina Sena (Candela, 14 marzo 1985) è una tiratrice a segno italiana.

## Biografia
Inizia nel 1997, rivelando immediatamente un grande talento, tanto da iniziare quasi subito a gareggiare. Nel 2004 ai campionati europei juniores di Győr (Ungheria) conquista la medaglia d'oro nella carabina a 10 metri. Nella stessa rassegna vince anche il bronzo a squadre, risultato bissato l'anno successivo a Mosca (Russia). Vanta anche una partecipazione alle Olimpiadi di Atene del 2004. Ha vinto due titoli italiani (carabina 3 posizioni 2008 e 2010).
Vince la medaglia di bronzo a squadre agli Europei di Deauville 2007, la medaglia d'oro a squadre agli Europei di Odense 2013 e il bronzo a squadre agli Europei di Mosca 2014. L'11 giugno 2014 vince la sua prima Coppa del Mondo a Monaco di Baviera.

## Palmarès

### Individuale
Mondiali
- Oro a  Monaco di Baviera 2010[1]

### A squadre
Europei
- Oro a  Odense 2013[1]
- Bronzo a  Mosca 2014[1]
- Bronzo a  Deauville 2007[1]

## Manifestazioni internazionali
2004
- Oro individuale ai Campionati europei juniores ( Győr)[1]
- Bronzo a squadre ai Campionati europei juniores ( Győr)[1]

2005
- Bronzo a squadre ai Campionati europei juniores ( Mosca)[1]